# Triclisia dictyophylla
Triclisia dictyophylla är en tvåhjärtbladig växtart som beskrevs av Friedrich Ludwig Diels. Triclisia dictyophylla ingår i släktet Triclisia och familjen Menispermaceae. Inga underarter finns listade i Catalogue of Life.